# راجنار هورن
راجنار هورن (بالنرويجية البوكمول: Ragnar Horn)‏ هو سياسي نرويجي، ولد في 10 أبريل 1913، وتوفي في 24 يناير 2002. حزبياً، نشط في الحزب الديمقراطي المسيحي. وقد انتخب نائب عضو برلمان النرويج ‏.